# Buocher Höhe
Die Buocher Höhe ist ein Waldgebiet und bis 519,6 m ü. NHN hoher Höhenzug rund um Buoch im Rems-Murr-Kreis in Baden-Württemberg (Deutschland).
Meist wird als Buocher Höhe das südwestliche Randgebiet der bewaldeten, teils als eigenständigen Teil betrachteten Höhenlandschaft Berglen bezeichnet.

## Geographische Lage
Nordöstlich wird der Höhenzug durch das Buchenbachtal begrenzt. An seinem Nordostrand breiten sich am Hang des Buchenbachtals Lehnenberg, Spechtshof und Reichenbach aus. Im Osten, am Gewann Roter Stich, ist die Buocher Höhe über den 420 m ü. NN hohen Sattel zwischen Hößlinswart im Norden und Rohrbronn im Süden mit den Berglen verbunden.
Im Süden fällt der Höhenzug ins Remstal nach Geradstetten und Grunbach ab, der sogenannten Remshalde (namensgebend für die Großgemeinde Remshalden); am Hang liegt Gundelsbach mit dem Ziegenberg. Im dortigen Waldbereich befinden sich die Gewanne Hohe Straße, Marschallhölzle, Brand, Glockenholz und Eichenwald. Südwestlich breiten sich Groß- und Kleinheppach mit dem Kleinheppacher Kopf aus. Der Hanweiler Sattel (364 m ü. NN) trennt die Buocher Höhe vom Korber Kopf und Hohreusch. In Richtung Winnenden fällt die Buocher Höhe über den „Großen Roßberg“, über die Verebnungsfläche von Breuningsweiler, „Haselstein“, Kleinen Roßberg und Stöckach ab.
Die landwirtschaftlich genutzte Buocher Höhe erstreckt sich auf das Rodungsgebiet des Remshaldener Ortsteils Buoch, die Verebnungsfläche von Breuningsweiler und die Streuobstwiesen von Lehnenberg, Spechtshof und Reichenbach.

## Landschaft und Natur

### Geologie
Die Buocher Höhe umfasst das gesamte Schichtpakt des Keupers, obenauf bedeckt von der untersten Schicht des Jura, dem Angulaten-Sandstein. Die Rodung um Buoch entspricht ziemlich genau dem Vorkommen dieses kalkreichen Angulaten-Sandsteins, denn auf ihm kann Ackerbau betrieben werden. Unter seiner dünnen Decke liegt Rhätsandstein, der früher zu Streusand zermahlen zum Trocknen von Tinte benutzt wurde. Der ehemalige Steinbruch wurde verfüllt.

#### Berge
Zu den Bergen, Erhebungen und Bergausläufern der Buocher Höhe und an ihrem Rand gehören:
- Buocher Rodungsinsel mit Wasserturm (519,6 m)
- Großer Rossberg (511,7 m), östlich von Breuningsweiler
- Korber Kopf (456,8 m), nördlich von Korb
- Belzberg (451,9 m), nordöstlich von Kleinheppach
- Haselstein (447,5 m), nördlich von Breuningsweiler
- Kleinheppacher Kopf (439,6 m), nordnordöstlich von Kleinheppach
- Hörnleskopf (426 m), östlich von Korb
- Ziegenberg (392,2 m), westlich von Gundelsbach
- Rossberg (Kleiner Rossberg; 389 m), südsüdöstlich von Winnenden
- Stöckach (351,9 m), südöstlich von Winnenden

### Naturschutzgebiete
Seit dem 4. November 1968 bildet die Buocher Höhe zusammen mit dem Zipfelbachtal, dem Korber Kopf, den Remstalhängen, dem Ramsbachtal und dem Grafenberg ein 2150 Hektar großes Landschaftsschutzgebiet.
Mit der Verordnung des Regierungspräsidiums Stuttgart vom 18. Mai 2009 wurde das Gebiet Oberes Zipfelbachtal mit Seitenklinge und Teilen des Sonnenbergs zum Naturschutzgebiet erklärt. Es hat eine Fläche von 41,6 Hektar und wird unter der Schutzgebietsnummer 1275 geführt. Die größten Flächen werden von der NABU Ortsgruppe Winnenden gepflegt, die auch eine Dokumentation des Gebietes verfasst hat.

## Geschichte
Auffällig an der Buocher Höhe ist der ehedem sehr große Einzugsbereich der Buocher Kirche. Es wird vermutet, dass es hier bereits im 8. Jahrhundert eine hölzerne Kirche gegeben hat. Motiv dafür dürfte ein ehemaliges alemannisches Heiligtum auf der Höhe gewesen sein. Für dessen Existenz spricht die hohe Lage der Hochebene, mit Rundblick über Welzheimer Wald, Schurwald bis zur Schwäbischen Alb und Schwarzwald, sowie der nahe Ursprung dreier Bäche – der kleine Grunbach mündet in die Rems, der Zipfelbach in den Neckar, der Buchenbach in die Murr. Dem ehemaligen Stadtarchivar Dr. Holub von Weinstadt zufolge waren das gute Gründe für einen alemannischen Thingplatz. Um während des Things die Menschen aufzunehmen, war der Wald sehr locker, bedingt durch die Viehweide. Bellon hat berechnet, dass der damalige Bauernhof zur Viehhaltung fast gezwungen war. Der Platz war auch deshalb günstig, weil es ein Straßenknotenpunkt war. Von Cannstatt führte die Hohe Straße herauf und dann weiter ins Wieslauftal oder nach Schorndorf. Von Winnenden zog die Straße über Breuningsweiler auf den Bergrücken. Dazu kam, dass es im Süden genügend Wasser und Brunnen gab. Wie beschwerlich der Anstieg war, bezeugen die Gewann-Namen zu beiden Seiten Buochs: Rote Steige. Mit der Niederlage der Alemannen wurde das Land durch die Franken christianisiert. Der Thingplatz wurde zu einem Kirchort umgewidmet, was den frühen Kirchbau und das weite Einzugsgebiet erklärt.
Der Name Buoch ist ebenfalls interessant. Er blieb erhalten, weil sich die Einwohner gegen die Änderung ins Neudeutsche wehrten. Er stammt wahrscheinlich nicht vom Baum-Namen Buche, sondern könnte keltisch sein: buoch – ‚die kleine Waldweide‘, im Gegensatz zu -hardt – ‚die große Waldweide‘, wie in Murrhardt oder Mainhardt. Weitere Buoch-Orte sind Kaisersbach, ehemals Kaisersbuoch oder Weißbuch, ehemals Weißbuoch.
Die Buocher Höhe und die Berglen gehörten früher zum alemannischen Königsbesitz, seit jeher verwaltet von Waiblingen. Mit dem Ausbau der Siedlungen musste Waiblingen immer mehr von diesem Wald abtreten, damit die Einwohner in den Enklaven des Waldes eine Lebensgrundlage hatten, denn Holz war wichtig zum Bauen und Heizen. Im Reichenberger Forstlagerbuch aus dem Jahr 1555 wurde festgelegt, dass den Waiblingers der Stamm der Bäume, den „Buochener“ der Wipfel und das Reisig zusteht. Diese Regelung führte häufig zu Streit, so dass 1742 der Wald aufgeteilt wurde. Seitdem gehört nur noch die Waldfläche westlich und östlich (Gewann Hinterer Waiblinger Stadtwald) von Buoch zu Waiblingen.

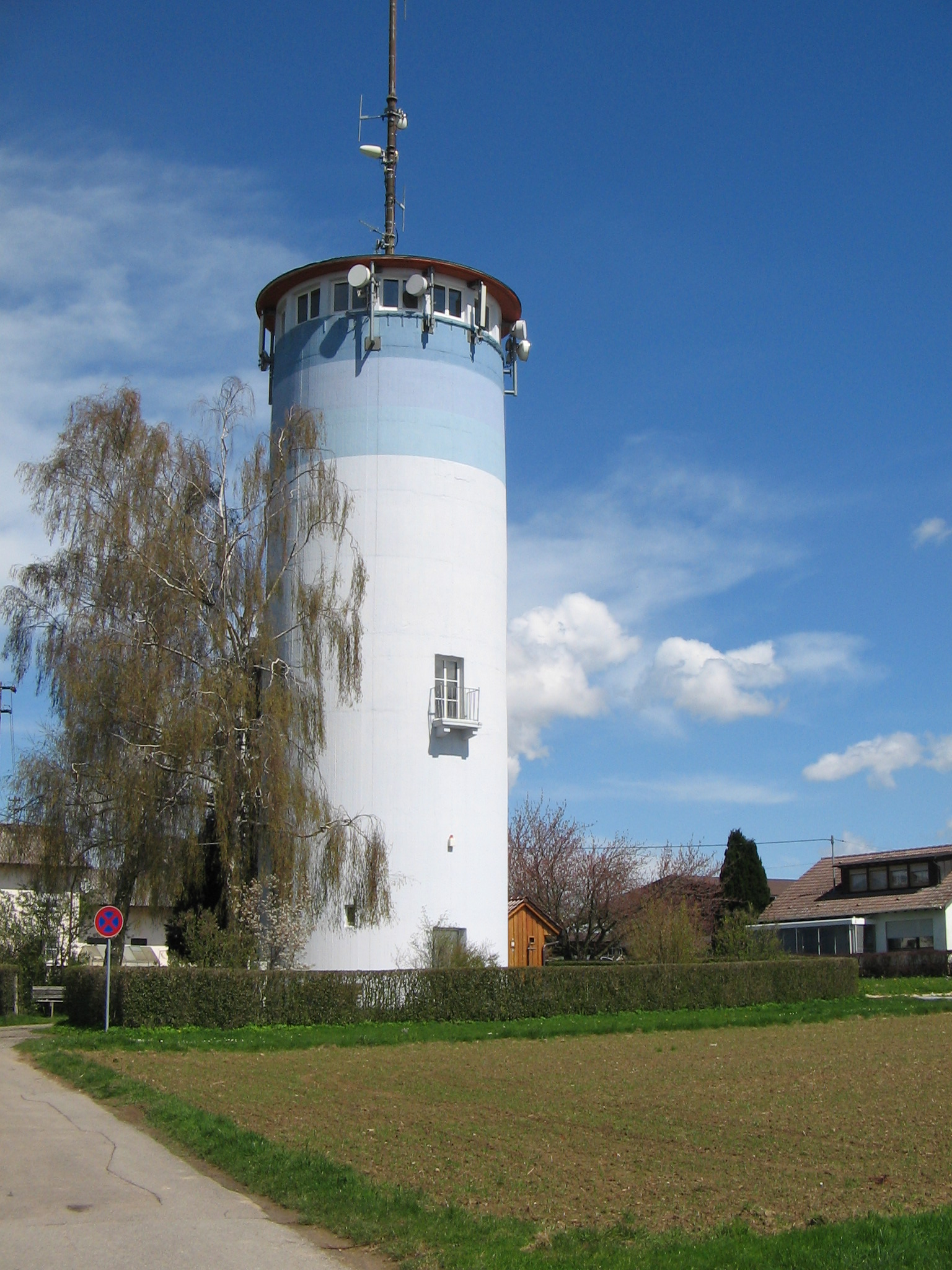
Wasser-/Aussichtsturm in Buoch

## Aussichtstürme
1896 wurde ein 20 m hoher eiserner Aussichtsturm auf der Buocher Höhe errichtet. Er war ein Ausflugsziel, musste aber 1921 abgerissen werden. 1938 folgte ein Vermessungsturm aus Fichtenholz, der im Zweiten Weltkrieg zur Luftbeobachtung diente und 1948 auf Anordnung der Alliierten gesprengt wurde. 1954 wurde etwa 200 Meter südwestlich der höchsten Stelle der Buocher Höhe der 22 Meter hohe Wasser- und Aussichtsturm Buoch erbaut. Er ermöglicht einen Blick über die Schwäbische Alb, den Schwarzwald, den Odenwald und den Schwäbischen Wald.

## Freizeitgelände
Auf der Buocher Höhe befindet sich ein Freizeitgelände mit einem großen Spielplatz, einer Rollschuhbahn, einem Grillplatz, Tennisplätzen, einem Trimm-Dich-Pfad und einem Reitgelände mit Halle.